# Антеро Маннінен
Анте́ро Ма́ннінен (фін. Antero Manninen) — фінський віолончеліст, додатковий сесійний музикант та колишній учасник гурту Apocalyptica.
Гри на віолончелі Антеро почав вчитися у 7 років. Випускник Академії імені Сібеліуса в Гельсінкі.
Антеро був офіційним членом Апокаліптики у 1993-1999 роках, щоправда не писав музики, й залишив гурт у 1999 році згідно з узятими раніше на себе зобов'язаннями. До слова, його у 2002-2009 роках запрошували ь до участі у виступах гурту. Останній спільний концерт Антеро відіграв 20 квітня 2009 року у Празі.
Окрім роботи у Апокаліптиці, він працював музикантом у камерному оркестрі Avanti! та Симфонічному оркестрі фінського радіо й, одного разу, у Оркестрі фінської державної опери. Він, як і Ейкка Топпінен, співзаснував Віолончелійний секстет Академії імені Сібеліуса. Також Антеро грав на похоронах.
Зараз Антеро Маннінен учасник оркестру Lahti Symphony Orchestra.

## Інструмент
ВІолончель: Giuseppe Pedrazzini “Il Duce” 1946 року,
Смичок: S. Thomachot 1995 року,
Струни: Spirocore Wolfram та Jargar.